# Номер 13
„Номер 13“ (на английски: Number 13), с алтернативно название „Мисис Пийбоди“ (на английски: Mrs Peabody) е късометражен ням филм от 1922 г. Това е дебютният филм на Алфред Хичкок като самостоятелен режисьор. В главните роли са Клер Грийт и Ърнест Тесигър. Филмът остава незавършен и се смята за изгубен.

## Сюжет
Внимание:  Текстът по-долу разкрива сюжета на произведението (или части от него)!
Филмът разказва история на бедняци, живеещи в сгради, построени от тръста „Пийбоди“, основан от американския филантроп Джордж Фостър Пийбоди (1852 – 1938), по програма за достъпни жилища за нуждаещи се лондончани.

## В ролите
| Актьор         | Роля |
| -------------- | ---- |
| Клер Грийт     | —    |
| Ърнест Тесигър | —    |

## Интересни факти
- Освен филма е изгубен и филмовият сценарий, написан от неизвестна жена, наета от студиото Islington. По думите на Хичкок в интервю пред Франсоа Трюфо, към написването на сценария е имал отношение и Чарли Чаплин.
- Актрисата Клер Грийт участва във финансирането на филма, както и Джон Хичкок, чичо на режисьора. Хичкок ѝ се отблагодарява, като ѝ дава роли в още 6 свои филма – Ринг (1927), Човекът от острова Ман (1929), Убийство! (1930), Човекът, който знаеше твърде много (1934), Саботаж (1936) и Страноприемница „Ямайка“ (1939).